# Тихон (игумен Жабынской Введенской пустыни)
Тихон (ум. не ранее 1738) — игумен Жабынской Введенской пустыни Русской православной церкви с 1710 до 1722 год, архимандрит Белёвского Спасо-Преображенского монастыря Тульской епархии с 1722 до 1738 год.

## Биография
О детстве и мирской жизни Тихона сведений практически не сохранилось, да и последующие биографические данные о нём очень скудны и отрывочны; известно лишь, что он был из постриженцев Жабынской Введенской пустыни; в сане иеродиакона в 1692 году был ризничим крутицкого архиерейского дома при митрополите Иларионе. 
В 1707 году отец Тихон был назначен для восстановления Введенской пустыни, причем возведен был в сан игумена. Пустынь эта была очень бедная, не имела ни угодьев, на вотчин и для поддержания её, ему разрешено было перенести во вверенную ему обитель из села Озерска местночтимую икону Знамения Божией Матери. За время настоятельства Тихона обитель была в самом цветущем состоянии; ему удалось собрать в неё до сорока человек братии, чего до него никогда не было. На средства благотворителей он воздвигнул при пустыни каменную церковь. 

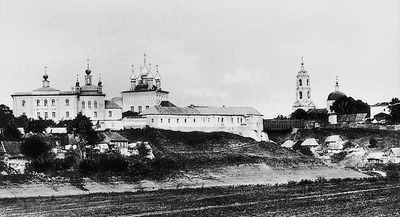
Белёвский монастырь (XIX век)

Чтобы материально обеспечить Введенскую пустынь, игумен Тихон ходатайствовал о разрешении устроить близ неё ярмарку; просьбы была удовлетворена в 1717 году, причем ярмарке этой дарованы были разные льготы, право беспошлинной торговли (неизвестно пришлось ли Тихону воспользоваться полученным им разрешением). 
При отце Тихоне введен был второй синодик с вкладной книгой. Тихон послал также челобитную Петру Великому о приписке к пустыни окружных деревень и угодьев, но, прежде чем челобитная эта была рассмотрена, Тихон переведен был (в 1722 году) настоятелем Белёвского Спасо-Преображенского монастыря, причем возведен был в сан архимандрита. Введенскую же пустынь решено было упразднить. Ходатайства Тихона об отмене этого решения лишь отсрочили несколько упразднение пустыни, но в конце концов она была приписана к Свято-Введенскому Макарьевскому Жабынскому монастырю; при этом все её здания были сохранены.
Настоятелем Белевского монастыря Тихон состоял до 1738 году, когда ушел на покой, оставаясь в этом же монастыре.